# Zofia Wilhelmina von Holstein-Gottorp
Zofia Wilhelmina Holstein-Gottorp (ur. 21 maja 1801 w Sztokholmie, zm. 6 lipca 1865 w Karlsruhe) – wielka księżna Badenii.

## Życiorys
Była córką Gustawa IV Adolfa, króla Szwecji, i Fryderyki Badeńskiej. 25 lipca 1819 roku wyszła za mąż za Leopolda Badeńskiego, wielkiego księcia Badenii. Zofia i Leopold byli dziadkami ze strony ojca przyszłej szwedzkiej królowej Wiktorii Badeńskiej.
Zofia miała ośmioro dzieci:

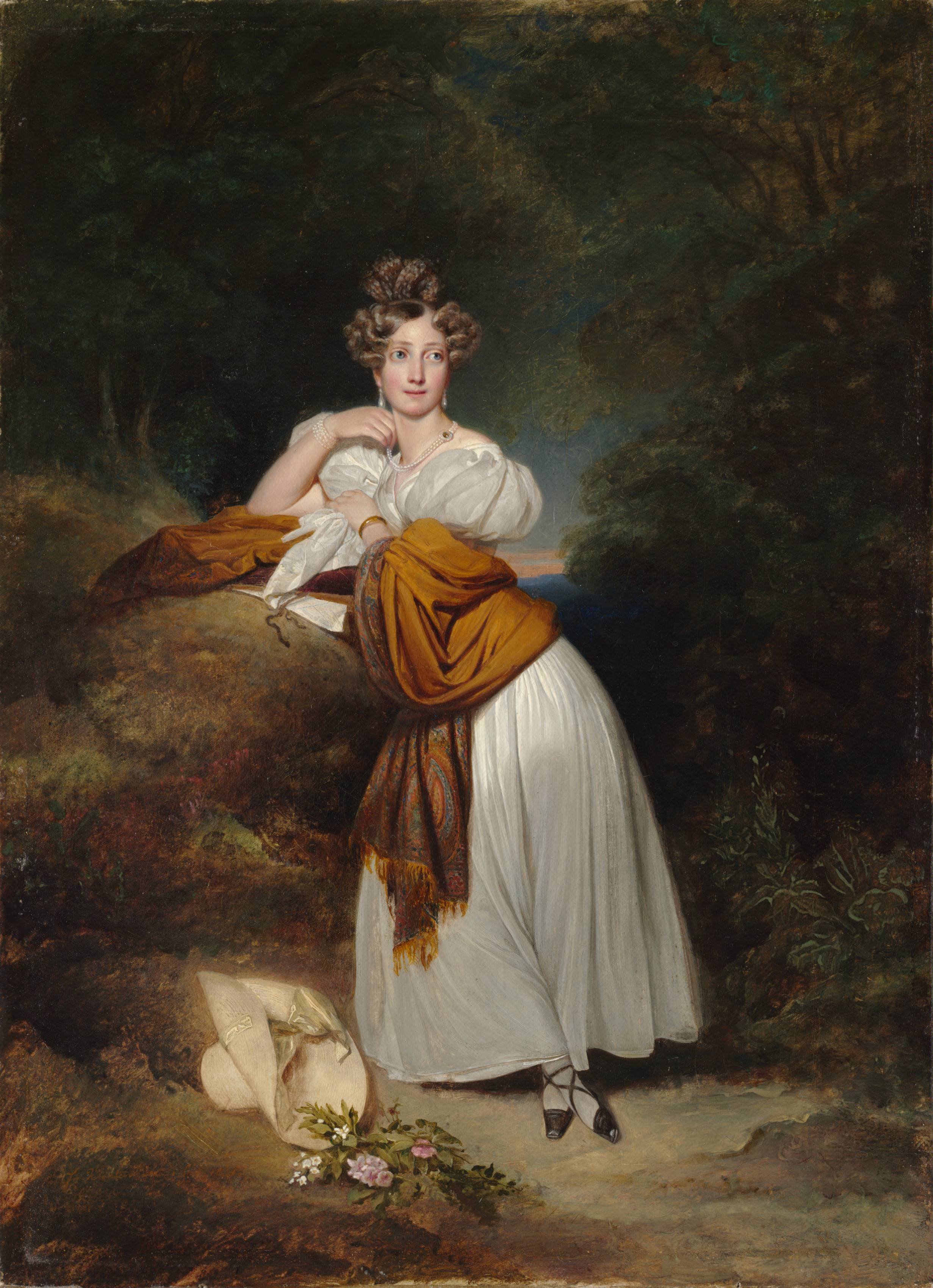
Zofia Badeńska (1831)

- Aleksandrynę Luizę (1820–1904), żonę księcia Sachsen-Coburg-Gotha Ernesta II, starszego brata brytyjskiego księcia-małżonka Alberta;
- Ludwika (1822–1822);
- Ludwika II (1824–1858), wielki książę Badenii;
- Fryderyka II (1826–1907), wielki książę Badenii, ojciec królowej Szwecji Wiktorii Badeńskiej;
- Wilhelma (1829–1897), ojca wielkiego księcia Badenii Maksymiliana;
- Karola (1832–1906);
- Marię Amalię (1834–99), żonę księcia Ernesta zu Leiningen, siostrzeńca królowej brytyjskiej Wiktorii;
- Cecylię Augustę (1839–1891), żonę wielkiego księcia rosyjskiego Michała Mikołajewicza (po ślubie przyjęła imię Olga Fiodorowna).